# ساشا سوكولوف
ساشا سوكولوف (بالإنجليزية: Sasha Sokolov)‏ (6 نوفمبر 1943، أوتاوا في كندا)؛ كاتب وروائي أمريكي-روسي-كندي.

## الجوائز
- جائزة بوشكين